# Thiania demissa
Thiania demissa is een spinnensoort in de taxonomische indeling van de springspinnen (Salticidae).
Het dier behoort tot het geslacht Thiania. De wetenschappelijke naam van de soort werd voor het eerst geldig gepubliceerd in 1892 door Tord Tamerlan Teodor Thorell.